# 交通経済学
交通経済学（こうつうけいざいがく、英語: Transport economics）とは、アメリカ合衆国の経済学者John R. Meyerによって1959年に提唱された、交通を分析する経済学の一分野である。交通経済学は、土木工学と密接な関連を有している。交通経済学は経済学における他の多くの分野とは異なり、広がりのない空間や、即時に財が移動可能であるといったことを仮定せず、財や人々はネットワークを通じて何らかの速度で移動する。交通ネットワーク自体は競争的である時もあれば、そうでない時もある。一回のトリップ（trip）は消費者から見て最終財であり、企業・政府機関によって提供される交通サービスや手段を必要とする。
交通システムも、他の産業と同じく需要と供給の理論に従う。しかし、 ネットワーク効果や財の異質性（自家用車とバス等）による消費の複雑さから、交通機関の需要予測は難しいものとなっている。 こうした財の選択についての意思決定を確率的に捉えて推定するモデル（離散選択モデル）の開発は、ノーベル経済学賞（スウェーデン国立銀行賞）を受賞したダニエル・マクファデンによる研究等、計量経済学の重要な分野における発展につながっている。
交通において、需要は全ての旅行を通じて生み出された旅行の回数、あるいは総旅行距離によって計測される（公共交通における人キロや、自家輸送における総自動車走行距離（vehicle-kilometers of travel, VKT）など）、供給は輸送力に応じて測定される。旅行の費用については、旅行にかかる金銭的および時間的支出を合計した、旅行の一般化費用（generalised cost）によって測定される。
供給（輸送力）の増加による効果は、それが環境に対して特徴的な影響を及ぼす可能性から、交通経済学において特別な関心を集めている（誘発需要、および下記を参照）。

## 外部性
交通ネットワークは、その利用者に便益を与えるのと同時に、非利用者に対しても正負両方の外部性を与えている。こうした外部性、特に負の外部性についての研究は交通経済学における一分野を形成している。
交通ネットワークによってもたらされる正の外部性として、消防・警察・救急などの緊急通報受理機関の提供を可能にすることや、集積の経済などが挙げられる。一方負の外部性は多岐にわたり、大気汚染、騒音、光害、交通安全への悪影響、地域コミュニティの分断、混雑（congestion、交通渋滞も含む）などが挙げられる。また気候変動に対して交通ネットワークが潜在的に与える悪影響は、現状の交通経済学に基づく分析では量的な評価は難しいとされるが、明らかな負の外部性として考えられる。
混雑とは、経済学者によって指摘される外部性である。交通における外部性は、移動によって生じた費用（または便益）が第三者によって負担されることによって発生するものであり、時には公共財の消費によっても発生する（外部性の発生に公共財が必要とは限らない）。外部性の例として、公共的に利用される大気が工業生産や交通輸送によって汚染され、大気汚染による費用が第三者によって負担されている時がある。 

### 交通渋滞

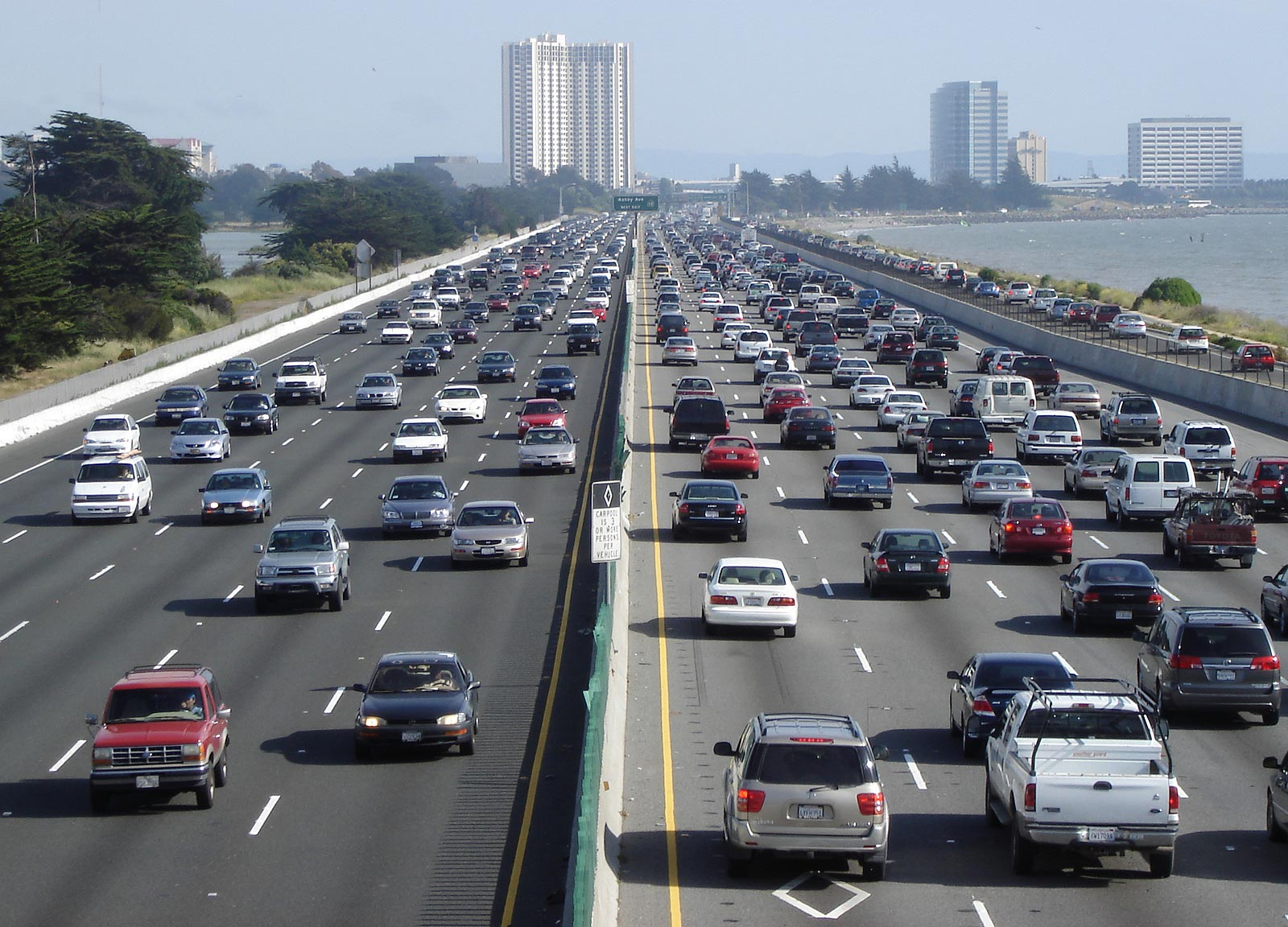
郊外部における典型的な渋滞の様子。写真はカリフォルニア州バークレーの州間高速道路80号線におけるもの。

交通渋滞は、様々な要因によって引き起こされる負の外部性である。 2005年の米国の研究 によれば、渋滞は7つの原因によって引き起こされ、その割合はボトルネックによるもが40パーセント、交通事故が25パーセント、悪天候が15パーセント、道路工事が10パーセント、信号制御のまずさが5パーセント、その他が5パーセントであった。 交通経済学者の間では、この問題に対する望ましい解決策として、混雑料金（congestion pricing）を用いて外部性を内部化し、希少な資源を利用者に適切に配分する方法が考案されている。交通渋滞への対処方法としては他に容量の拡大も考えられるが、（特に郊外において）望ましくない場合や誘発交通が発生するときなど、効果が疑わしい場合もある。

## 財源と資金調達
交通ネットワークのメンテナンス、改良、拡張などのための資金調達や財源確保の方法は盛んに議論されており、交通経済学の一分野を形成している。
財源は、輸送力を増強するのに必要な費用の調達に関して問題となる。課税や利用料金の徴収は、資金調達のための主要な方法である。課税は国税（所得税など）、地方税（地方消費税や固定資産税など）により、利用料金は通行料、運賃、混雑料金等による。こうした財源をめぐっては、しばしば政治的・社会的な議論が引き起こされる。
資金調達は、上記のような財源を交通供給のための支払いに使う方法と関連して問題となる。交通投資のための資金調達の方法として、公債、国債、官民パートナーシップ（public–private partnerships, PPP）、コンセッション方式が存在する。

## 規制と競争
交通供給においては、安全性および経済的な理由による規制が存在する。交通経済学では主としてこうした規制のうち経済的なもの、特に交通サービスおよび交通ネットワークが公共部門によって供給されるべきか、或いは民営によるべきかといったことを取り扱う。
交通サービスや交通ネットワークは、規制の下でも、自由競争の下でも運営されうるし、また公共あるいは民間のどちらによっても運営されうる。例えば、イギリス・ロンドンの外側においては、規制緩和が行われた結果、公共部門と民間部門のいずれによってもバスが供給されている（サービスを供給する者が定められていないため、市場の下で公営・民営を問わずに供給される）。一方で、ロンドン市内のバス（ロンドンバス）は、規制の下で民間部門によって供給されている（乗客への直接的なサービスは公営によるが、民間事業者は公共部門が持つ運営権を巡って競争し、獲得した運営権によって委託運行を行う。いわゆるフランチャイズ方式） 。
公共交通への規制は、時に何らかの社会的、地理的あるいは時間的な衡平を達成するために行われる。これは規制を行わず市場の力によるのみでは、こうしたサービスが、沿線の人口密度が高い主要路線の、旅客が多く利用する時間帯でしか行われなくなる可能性があるためである。国税または地方税は時にこうした路線網を維持するための補助として使用され、社会的に受け入れられている（こうした補助は運行時間帯を広げるような本数の増発や、競争的環境のもとでは供給されないような路線の増強などに用いられる） 。

## 事業予測と事業評価
交通部門においては、もっとも洗練された事業予測や評価の手法が開発され、運用されている。なお「予測」と「評価」は時に事業の見積もり（assessment）と関連して混同されるが、「予測」は事業実施より以前に行われる見積もりであり、「評価」は事業実施の以後に行われる見積もりである。

### 事業予測
交通ネットワークが変化することによって生じる結果の予測は、交通経済学の応用の中でも最も重要なもののひとつである。こうした予測は交通に関する事業計画を実施するべきかどうかを判断するために行われる。交通経済学では、こうした予測は事業実施による便益（金銭的・社会的なものいずれも）と、費用を比較することによって行われる。この方法は費用便益分析と呼ばれており、意思決定者にとっては計画の純便益や、費用に対する便益比率を提供し、財源が限られているときには優先的に割り当てられる事業の決定に用いられるための基本的な情報となる。

### 事業評価
意思決定者は、事業評価を行うことで事業予測の時点で推定された事業による便益や費用が実現したかどうかを明らかにすることができる。有効な事業評価を行うためには、事業予測行うのに用いられたデータよりもより進んだデータを必要とする。
事業の予測と評価は、より広い意思決定サイクルの中の一段階として実施される。意思決定サイクルは以下の要素から構成される。
- 事業の合理性の確認
- 事業目標の明示
- 事業予測
- 事業の履行状況の監視
- 事業評価
- 将来事業のためのフィードバック

## 自動車への課税
自動車への課税は、消費者の意思決定に影響を与えるための方法である。税額は燃費が良く、二酸化炭素 （CO2）をあまり出さない自動車を市場に導入するように変化させることもできる。
欧州委員会は、加盟国に対して乗用車課税に関する欧州指令の提案を受け入れるよう奨励している。この提案ではEU全体で燃費の良い自動車の導入を推し進めるような税政策を推進し、来るべき燃費についての枠組みを製造者が尊重するように助け、それにより自動車によるCO2排出量シェアの削減に貢献できるようにすることを求めている。税額は市場における自動車の種類によって異なっており、こうした税制はゆるやかに燃費の良い自動車へ切り替えさせることで、製造者が規制に対応するための費用を減らす効率的な方法になるとしている。